# Urera mannii
Urera mannii är en nässelväxtart som först beskrevs av Hugh Algernon Weddell, och fick sitt nu gällande namn av George Bentham, Amp; Hook. f. och Alfred Barton Rendle. Urera mannii ingår i släktet Urera och familjen nässelväxter. Inga underarter finns listade i Catalogue of Life.